# 黑澀會二軍
黑澀會二軍，為台灣節目我愛黑澀會計劃將出道，將是繼黑Girl（前稱 黑澀會美眉）之後的出道組合，成員包括：洪詩、玉兔、勇兔和糖果，四人於2009年5月16日在西門町舉行第一屆黑澀同學音樂會（亦有指是出道發佈會）。另外，因為有四位成員，外號為「四小妞」。
2010年，洪詩、玉兔轉簽傳奇星娛樂，勇兔和糖果繼續留在星空家族並與其他三位成員組成黑Girl第二代，但勇兔和糖果隨後退出黑Girl。黑澀會二軍計劃擱置。

## 成員資料
| 姓名   | 原名          | 藝名 | 英文名 | 出生日期      | 加入日期 (節目播出時間) | 節目中的其他暱稱         |
| ------ | ------------- | ---- | ------ | ------------- | ----------------------- | ------------------------ |
| 洪詩涵 | 洪詩涵        | 洪詩 | Angel  | 1988年1月7日  | 2005年8月1日            | 鳳眼詩、洪小詩、人氣美眉 |
| 鄭如吟 | 鄭如吟        | 玉兔 | Bella  | 1986年3月19日 | 2006年5月1日            | 玉兔妃娘娘、台妹兔       |
| 林筳諭 | 陳融瑩→林筳諭 | 勇兔 | Ruby   | 1990年8月5日  | 2006年8月31日           | 特務勇、阿勇             |
| 陳詩亞 | 鄭羽婷→陳詩亞 | 糖果 | Candy  | 1993年1月3日  | 2007年5月29日           | 小孩、小Jolin、蔡二林    |

## 第一屆黑澀同學音樂會

### 曲目
開場:More More More
洪詩+玉兔:火
勇兔+糖果:宇宙小姐
結束:一個像夏天一個像秋天